# Radoslaw Parapunow
Radoslav Parapunow (bulgarisch Радослав Парапунов; * 19. Juni 1997 in Raslog) ist ein bulgarischer Volleyballnationalspieler.

## Karriere
Parapunow begann seine Karriere bei ZSKA Sofia. Mit den bulgarischen Junioren wurde er Zwölfter bei der Weltmeisterschaft 2015 sowie Sechster und Achter bei den Europameisterschaften 2015 und 2016. Von 2017 bis 2021 studierte er an der University of Hawaiʻi at Mānoa und spielte in der Universitätsmannschaft. Nach seinem Studium war der Diagonalangreifer von 2021 bis 2023 bei OK Vojvodina Novi Sad aktiv. 2023/24 spielte er beim iranischen Verein Shahdab Yazd. 2024 wurde der Nationalspieler vom deutschen Bundesligisten Helios Grizzlys Giesen verpflichtet. Nach dem ersten Spieltag der Bundesliga-Saison löste Giesen den Vertrag jedoch wieder auf.